# АСУ-85
Авіадеса́нтна самохі́дна устано́вка АСУ-85 — основна самохідна артилерійська установка, яка перебувала на озброєнні повітряно-десантних військ Радянського Союзу в період з 1959 до моменту надходження на озброєння наприкінці 60-х років БМД-1.
АСУ-85 була єдиним протитанковим засобом радянських ПДВ на полі бою та призначалася для забезпечення протитанкової оборони частин і підрозділів ПДВ.
У 1951 році на Митищинськом машинобудівному заводі конструктори ОКБ-40 на чолі з Астровим Н. А. приступили до розробки артилерійської гусеничної авіадесантної самохідної установки з переднім розташуванням напіввідкритого бойового відділення. Машина була створена в середині 50-х років на оригінальній базі і до прийняття на озброєння в липні 1958 року під індексом АСУ-85 мала позначення «Об'єкт 573». У серійному виробництві перебувала з 1959 по 1964.
85-мм нарізна гармата Д-70 (позначення ГРАУ — 2А15, серійне виробництво здійснювалося на заводі № 75 у м. Юрга) була встановлена в амбразурі лобового листа в рамі посередині бойової рубки. Праворуч від гармати один за одним були розташовані механік-водій, заряджаючий і командир машини, зліва від гармати був розміщений навідник.
Боєкомплект гармати складався з 45 пострілів з бронебійними, кумулятивними і осколково-фугасними снарядами. Бронебійний снаряд на відстані 2000 м пробивав броньову плиту завтовшки 53 мм, розташовану під кутом 60°, а кумулятивний снаряд — 150 мм. Максимальна дальність стрільби осколково-фугасним снарядом становила 13400 м. Спарений з гарматою 7,62-мм кулемет СГМТ мав боєкомплект 2000 набоїв. Двотактний шестициліндровий дизельний двигун рідинного охолоджування ЯМЗ-206В мав поперечне розташування в кормовій частині корпусу. До складу механічної трансмісії входили головний фрикціон, редуктор, коробка передач, два ПМП і бортові редуктори.
Самохідна артилерійська установка АСУ-85 оснащувалася ТПУ Р-120, радіостанцією Р-113, фільтровентиляційною установкою, інфрачервоними фарами для водіння машини в умовах обмеженої видимості і двома інфрачервоними прожекторами. Для постановки димових завіс використовувалися дві димові шашки БДШ-5, які були встановлені на кормовому листі корпусу. Для збільшення запасу ходу на кормі установки встановлювалися два додаткові паливних баки.
Десантування АСУ-85 проводилося тільки шляхом посадки транспортного літака на злітно-посадочну смугу, що обмежувало головну тактичну перевагу десанту — раптовість. Тому, в 1964 році АСУ-85 була знята з виробництва «у зв'язку з малою ефективністю і обмеженістю застосування». Тоді ж в СРСР почалося проектування принципово нової бойової машини десантних військ — БМД-1.
У 1967 році АСУ-85 брали участь в арабо-ізраїльському конфлікті, відомому як «шестиденна війна», і досвід їх бойового застосування виявив необхідність установки на рубці 12,7-мм зенітного кулемета ДШКМ.

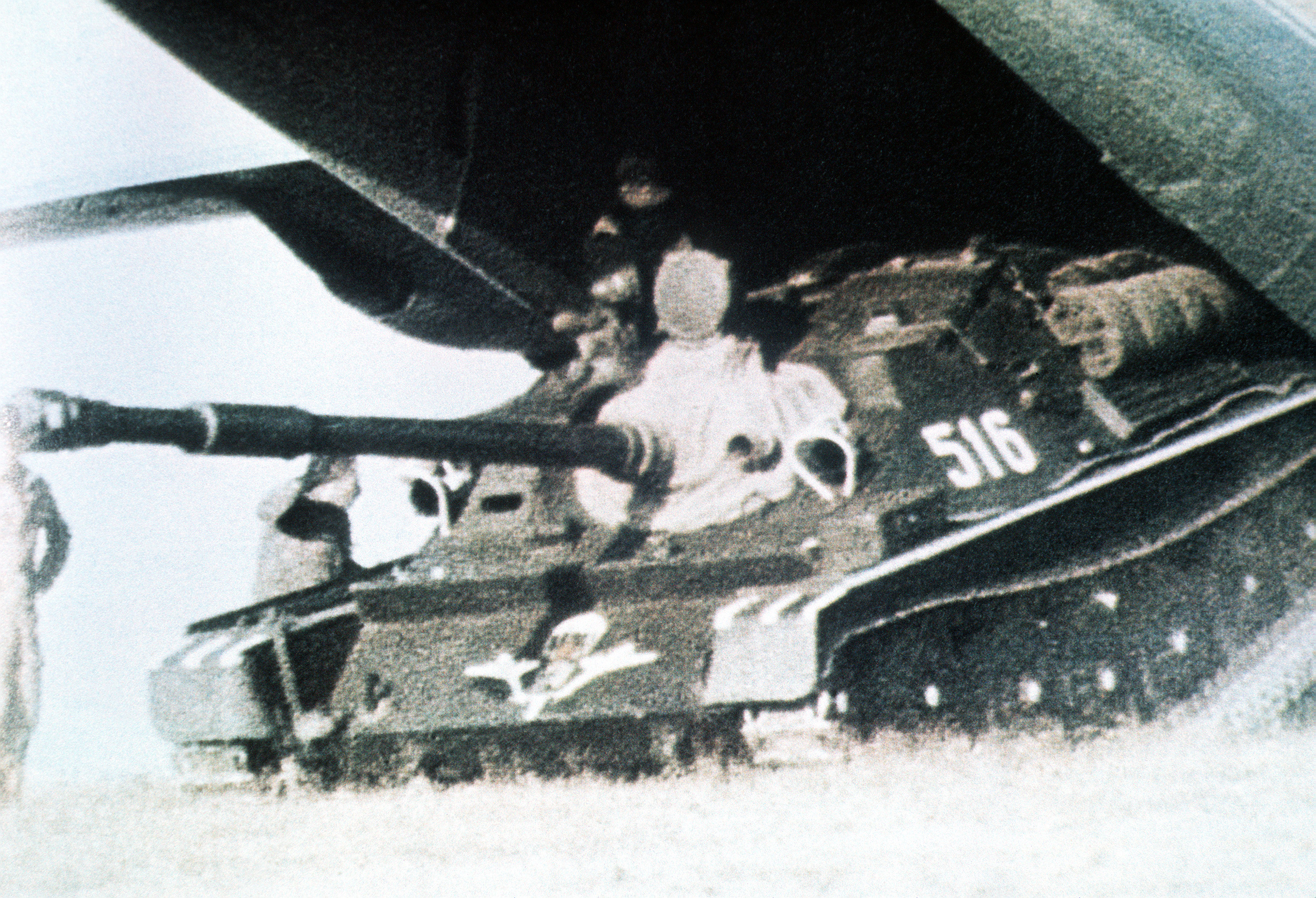
АСУ-85 здійснює десантування посадочним способом з літака Ан-12

## Збережені екземпляри
- Вознесенськ, міський Арсенал
- Бессарабське, Одеська область
- Кременчук, постамент у парку Миру[1]